# Balta mundicola
Balta mundicola är en kackerlacksart som först beskrevs av Walker, F. 1868.  Balta mundicola ingår i släktet Balta och familjen småkackerlackor. Inga underarter finns listade.